# 啟豐二號

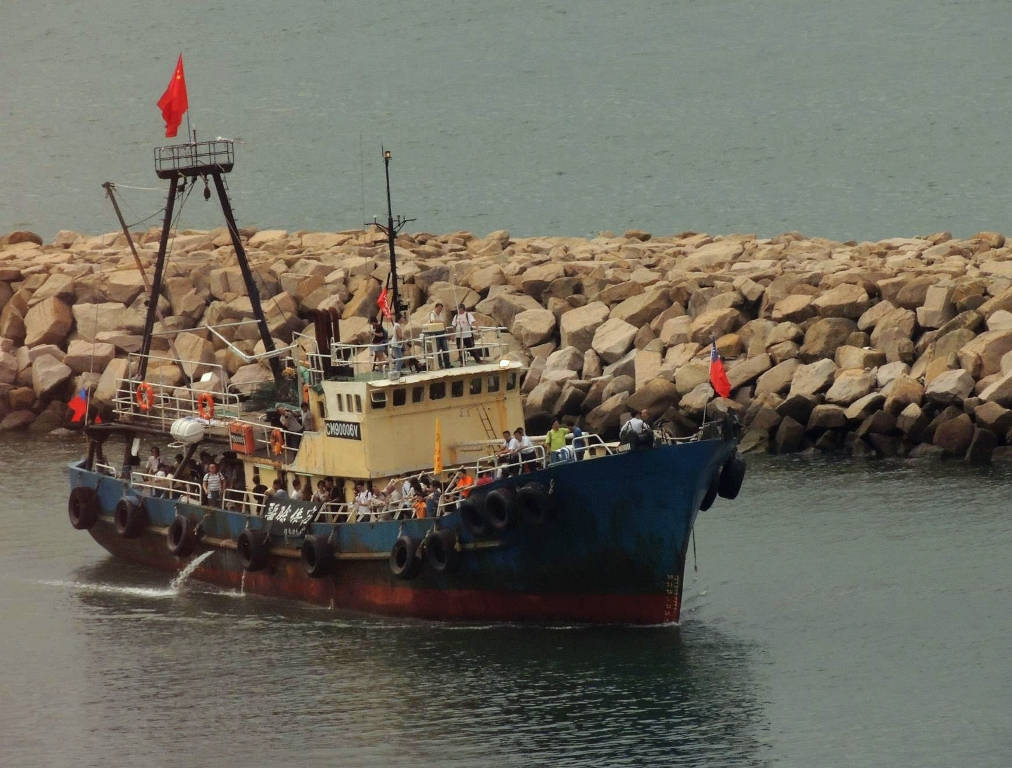
啟豐二號完成2012年保釣行動後，返回筲箕灣避風塘

啟豐二號（另稱保釣二號）是一艘長30多公尺、重142噸的鋼殼船，由香港保釣行動委員會以68萬港元購置，曾于2006年10月和2012年8月前往釣魚島宣示主權，其後於2009年遭香港政府禁止離開香港水域，此後長期停泊筲箕灣避風塘。2016年起缺乏資金進行維修保養導致船身殘破，委員會曾經嘗試眾籌維修費，但遭到政府表態反對及阻礙。
保釣行動委員會於2021年7月收到香港海事處通知，由於長期遭政府禁航加劇機件鏽蝕及老化，加上被政府阻礙眾籌導致無法維修多年來颱風吹襲所造成的破壞，導致已殘破不堪的啟豐二號最終於2021年7月中旬傾斜及入水，7月29日徹底沉沒。沉船位置之後使用橙色浮波標示，防止其他船隻駛近造成危險。委員會主席羅堪就稱，海事處原訂於2022年5月26日打撈啟豐二號，惟處方在打撈前兩天突然稱受到壓力，取消打撈作業，保釣行動委員會又表示一直受到政府監視，委員會批評政府的做法與提倡愛國的說法自相矛盾。

## 2006年保钓行动
2006年10月22日，保釣二號接載著保釣人士，下午2時許從尖沙咀九龍公眾碼頭出發，隨船共有26人參與，立法會議員梁國雄則改由台灣與當地保釣人士乘船前往釣魚岛。何俊仁表示，會以安全及非暴力方式宣示主權，遇到任何挑釁，亦不會向日本海上防衛隊人員還手。該會亦在尖沙咀碼頭設立指揮中心以提供後勤支援，並籌募行動所需經費。中华人民共和国外交部則呼籲日本，冷靜對待保釣人士，並不得危害中方人員和船隻的安全。
保釣二號在航程中途出現機件故障，因遭遇風浪，船上的保釣人士黃清和受輕傷。10月25日，保釣二號擬在台灣靠岸進行維修及讓傷者醫治，但台灣海岸巡防署拒絕讓保釣二號靠岸。 而台灣臺北縣議員金介壽，則帶領數名外籍人士及傳媒記者，從野柳東澳漁港出發與保釣二號會合，一同向釣魚岛進發。 
2006年10月27日，保釣二號駛近釣魚岛，並曾於早上9時10分駛至距釣魚岛約11海浬的水域。船上成員舉行公祭，向海面散花，悼念1996年在保釣行動中意外溺斃的陳毓祥。
船隻其後被超過20艘日本艦艇包圍。日本艦艇發射高壓水炮，及5次撞擊保釣二號，令其機件受損，為安全計保釣二號只有決定回航。；同年10月28日，保釣二號到達台灣苗栗對開海域，翌日傍晚返回香港。

## 2012年保钓行动
2012年8月12日，启丰二号从香港出发，前往钓鱼岛宣示主权。船上共14人，包括8名保钓人士，2名记者，4名船员。启丰二号原定将与台湾和大陆保钓船会合后共同开往钓鱼岛，但因故独自前往钓鱼岛。
8月15日，启丰二号上7人成功登陆钓鱼岛，然後返港。